# Nani Tedeschi
Nani Tedeschi (Cadelbosco di Sopra, 5 de septiembre de 1939-8 de agosto de 2017) fue un pintor italiano.

## Biografía
Se licenció en Medicina en Parma, sin dejar de lado la pasión por la pintura. Desde 1966 ha participado en importantes exposiciones nacionales de importancia internacional, tales como: la 36 ª Bienal de Venecia 1972. Tras el éxito deja la profesión médica dedicada a la actividad como diseñador y pintor.